# Harmandina
Harmandina is een geslacht van hooiwagens uit de familie Sclerosomatidae.
De wetenschappelijke naam Harmandina is voor het eerst geldig gepubliceerd door Schenkel in 1954. 

## Soorten
Harmandina is monotypisch en omvat slechts de volgende soort:
- Harmandina sinensis